# 煨番薯

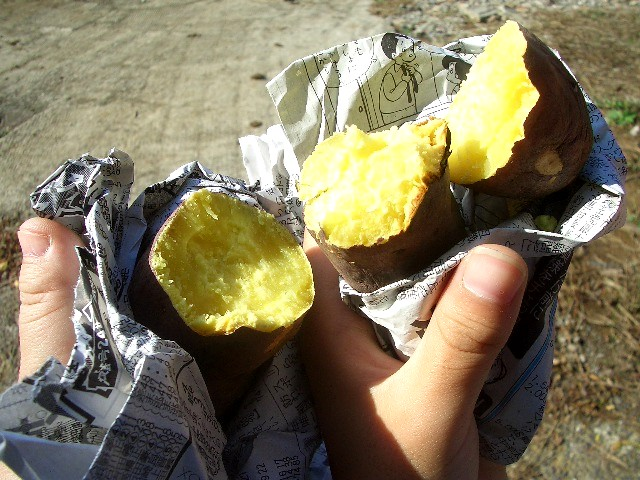

烤番薯，也叫烤地瓜、炕山芋、烘山芋、煨番薯、烤苕，被認為是東亞特有的飲食文化，屬街边小吃之一，歷史悠久，尤其常見於冬天。從前街邊小販多以柴火放在大圓鐵桶內烤番薯，其後才用火力較持久的炭取代。现在在中國大陆街头小贩多使用油桶来烤番薯。吃时要趁热吃，否则凉了以后，烤番薯多会变硬，如同另外一种小吃“番薯乾”。吃烤番薯會容易放屁，如果吃得太多，就會導致排便過多。

## 品種
番薯的品種有很多:
- 芋仔蕃薯（又稱紫心番薯）
- 葉用蕃薯
- 紅心蕃薯（又稱紅心尾仔蕃薯）
- 黃心蕃薯（又稱雞爪子蕃薯、黃金蕃薯）
- 白心蕃薯

## 外部連線
- 瓜瓜園
- 烤蕃薯具有最強藥效 （页面存档备份，存于）
- 金山鄉蕃薯節 （页面存档备份，存于）